# Mường Hoong
Mường Hoong là một xã thuộc huyện Đăk Glei, tỉnh Kon Tum, Việt Nam.
Xã Mường Hoong có diện tích 104,80 km², dân số năm 2019 là 3.199 người, mật độ dân số đạt 31 người/km².